# Chthonius carinthiacus
Espèce
Synonymes
- Chthonius pygmaeus carinthiacus Beier, 1951
- Chthonius baccettii Callaini, 1980

Chthonius carinthiacus est une espèce de pseudoscorpions de la famille des Chthoniidae.

## Distribution
Cette espèce se rencontre en Italie, en Slovénie, en Autriche, en Tchéquie et en Slovaquie.

## Étymologie
Son nom d'espèce lui a été donné en référence au lieu de sa découverte, la Carinthie.

## Publication originale
- Beier, 1951 : Zur Kenntnis der ostalpinen Chthoniiden (Pseudoscorp). Entomologisches Nachrichtenblatt Österreichischer und Schweizer Entomologen, vol. 3, p. 163-166.